# Éclect!que
Albums de Gaëtan Roussel
Est-ce que tu sais ?
(2021)
Singles
1. Les courants d'air (avec Isabelle Adjani)
Sortie : 7 juillet 2023
2. On ne pleure pas dans l'eau (avec -M-)
Sortie : 15 septembre 2023
3. Crois-moi ! (avec Adeline Lovo)
Sortie : 29 septembre 2023
4. Le sais-tu ¿ (avec Marguerite Thiam)
Sortie : 22 mars 2024
5. Ma totalité (avec Madjo)
Sortie : 19 avril 2024
6. Inoubliable (avec RR)
Sortie : 19 avril 2024
7. Le chemin (avec Achile)
Sortie : 19 avril 2024
8. Avec personne (c'est vrai on s'entend bien) (avec Renaud)
Sortie : 19 avril 2024

Éclect!que est le cinquième album studio de Gaëtan Roussel sorti le 24 novembre 2023.
Il s'agit d'un album de duos.
Une réédition de l'album est sortie le 19 avril 2024 avec 6 titres supplémentaires.

## Liste des pistes
| Édition standard | Édition standard                                         | Édition standard | Édition standard | Édition standard | Édition standard | Édition standard | Édition standard | Édition standard | Édition standard |
| No               | Titre                                                    | Durée            |                  |                  |                  |                  |                  |                  |                  |
| ---------------- | -------------------------------------------------------- | ---------------- | ---------------- | ---------------- | ---------------- | ---------------- | ---------------- | ---------------- | ---------------- |
| 1.               | On ne pleure pas dans l'eau (avec -M-)                   | 3:38             |                  |                  |                  |                  |                  |                  |                  |
| 2.               | Crois-moi ! (avec Adeline Lovo)                          | 3:22             |                  |                  |                  |                  |                  |                  |                  |
| 3.               | Promenade (avec Bertrand Belin)                          | 3:46             |                  |                  |                  |                  |                  |                  |                  |
| 4.               | La beauté (d'être à part) (avec Louane)                  | 4:08             |                  |                  |                  |                  |                  |                  |                  |
| 5.               | Le plus jeune sur la Terre (avec Lucky Love)             | 2:43             |                  |                  |                  |                  |                  |                  |                  |
| 6.               | Ma totalité (avec Soprano)                               | 2:48             |                  |                  |                  |                  |                  |                  |                  |
| 7.               | Je vous trouve un charme fou (avec Hoshi)                | 2:52             |                  |                  |                  |                  |                  |                  |                  |
| 8.               | Tu me manques (Pourtant tu es là) (avec Vanessa Paradis) | 4:13             |                  |                  |                  |                  |                  |                  |                  |
| 9.               | Sans sommeil (avec Alain Souchon)                        | 2:37             |                  |                  |                  |                  |                  |                  |                  |
| 10.              | La nuit n'est jamais noire (avec Calogero)               | 3:06             |                  |                  |                  |                  |                  |                  |                  |
| 11.              | La photo (avec Camélia Jordana)                          | 4:01             |                  |                  |                  |                  |                  |                  |                  |
| 12.              | Les courants d'air (avec Isabelle Adjani)                | 3:46             |                  |                  |                  |                  |                  |                  |                  |
| 13.              | Je rêve d'ailleurs (avec Rachida Brakni)                 | 4:04             |                  |                  |                  |                  |                  |                  |                  |
| 14.              | Bonjour (avec Rachid Taha)                               | 3:21             |                  |                  |                  |                  |                  |                  |                  |
| 15.              | DYWD (avec Renee Scroggins)                              | 4:03             |                  |                  |                  |                  |                  |                  |                  |
| 16.              | Les mêmes larmes (avec Daniel Auteuil)                   | 2:50             |                  |                  |                  |                  |                  |                  |                  |
| 55:18            |                                                          |                  |                  |                  |                  |                  |                  |                  |                  |

| 1. | Inoubliable (avec RR)                                     | 3:13 |
| 2. | Avec personne (c'est vrai on s'entend bien) (avec Renaud) | 3:22 |
| 3. | Jusqu'ici (avec Martin Luminet)                           | 2:43 |
| 4. | Le chemin (avec Achile)                                   | 3:14 |
| 5. | Le sais-tu ¿ (avec Marguerite Thiam)                      | 4:00 |
| 6. | Ma totalité (avec Madjo)                                  | 2:48 |

## Clips vidéo
- Crois-moi ! (avec Adeline Lovo) : 29 septembre 2023
- Ma totalité (avec Madjo) : 19 avril 2024
- Inoubliable (avec RR) : 16 octobre 2024

## Classements et certifications

### Classements hebdomadaires
| Classements (2024)           | Classement |
| ---------------------------- | ---------- |
| France (SNEP)                | 6          |
| Belgique (Wallonie Ultratop) | 18         |
| Suisse (Schweizer Hitparade) | 35         |

### Certifications et ventes
| Région        | Certification | Ventes/Streams |
| ------------- | ------------- | -------------- |
| France (SNEP) | Or            | 50 000         |